# Nagyürögd község
Nagyürögd község (románul: Comuna Nojorid) község Bihar megyében, Romániában. Központja Nagyürögd, beosztott falvai Biharsályi, Kisürögd, Mácsapuszta, Oláhapáti, Váradles, Váradpósa.

## Népessége
A 2011-es népszámlálás adatai alapján a község népessége 5240 fő volt.